# Brissogne
Brissogne ist eine italienische Gemeinde in der autonomen Region Aostatal.
Brissogne ist eine Streugemeinde, hat 953 Einwohner (Stand 31. Dezember 2023) und liegt in einer Höhe von 839 m s.l.m. an der rechten Seite der Dora Baltea.
Brissogne besteht aus den Ortsteilen (italienisch frazioni, französisch hameaux) Bondinaz, Bruchet, Chésalet, Établoz, Fassoulaz, Grand-Brissogne, Grand-Fauve, Grange, Le Chaney, Le Moulin, Petit-Pollein, Le Pouyet, Île-Blonde, Les Îles, Luin, Neyran, Neyran-Dessous, Neyran-Dessus, Pâcou, Pallu-Dessous, Pallu-du-Milieu, Pallu-Dessus, Passerin, Primaz (chef-lieu) und Vaud.
Die Ruinen der Burg von Brissogne sind aus dem 13. Jahrhundert.
Die Nachbargemeinden sind Charvensod, Cogne, Pollein, Quart und Saint-Marcel.